# Kinnasjö, Halland
Kinnasjö är en sjö i Falkenbergs kommun i Halland och ingår i Ätrans huvudavrinningsområde. Sjön är 5,8 meter djup, har en yta på 0,166 kvadratkilometer och är belägen 77,4 meter över havet.

## Delavrinningsområde
Kinnasjö ingår i det delavrinningsområde (633936-131085) som SMHI kallar för Mynnar i Högvadsån. Medelhöjden är 94 meter över havet och ytan är 12,87 kvadratkilometer. Räknas de 9 avrinningsområdena uppströms in blir den ackumulerade arean 119,55 kvadratkilometer. Hjärtaredån som avvattnar avrinningsområdet har biflödesordning 3, vilket innebär att vattnet flödar genom totalt 3 vattendrag innan det når havet efter 42 kilometer. Avrinningsområdet består mestadels av skog (77 procent) och jordbruk (15 procent). Avrinningsområdet har 0,24 kvadratkilometer vattenytor vilket ger det en sjöprocent på 1,8 procent. Bebyggelsen i området täcker en yta av 0,14 kvadratkilometer eller 1 procent av avrinningsområdet.